# Соловей Розбійник

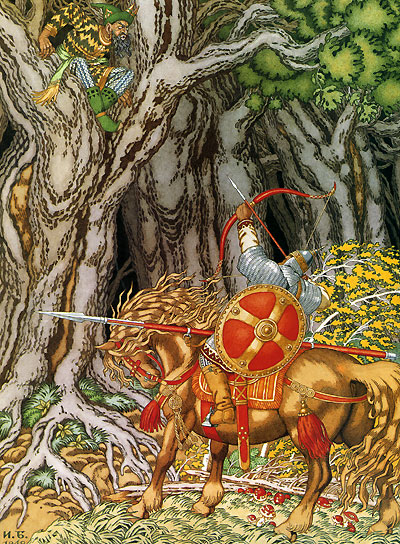
Соловей-розбійник та богатир Ілля Муромець. Білібін Іван Якович

Соловей Розбійник — герой руського епосу. У билинах лісовий розбійник або чудовисько часів Київської Русі, що нападає на подорожніх і вбиває їх смертоносним свистом. Переможений богатирем Іллею Муромцем, який відвіз його на показ до Києва, а потім стратив. Також — Соловей Будимирович.

## Писемні згадки
Найстаріша писемна згадка про Солов'я Розбійника датована XVI століттям. Вона міститься у листі київського шляхтича Філона Кміти, оршанського старости, до Остафія Воловича, троцького каштеляна, від 5 серпня 1574 року. У листі Кміта називає Солов'я Будимировичем, й згадує поряд із Іллею Муромцем (Муравлянином), як героїв-силачів: 
«Бо прийде час, коли треба буде Ілії Муравленина і Солов'я Будимировича, прийде час, коли буде служб наших потреба!»

## Західний і східний варіанти легенди
Соловей Розбійник у деяких варіантах легенди є помічником Іллі Муромця в його богатирських ділах і міг бути його побратимом. В українській казці про Іллю, опублікованій Порфирієм Мартиновичем, Соловей допомагає йому «нечисту силу звоювать». В одному біломорському варіанті Ілля в дорозі до Києва за поміччю Соловея визволяє з неволі «город Кряков». Можливо, сталося це в часи Західних походів Володимира Святославича, а може пізніше — за Ярослава Мудрого чи Мстислава Хороброго. Тож Соловей Будимирович та Ілля Моровлянин могли повертатися до Києва, як герої, саме з західних походів.
Згідно з легендою, записаною Едвардом Руліковським, Соловей Розбійник звив собі гніздо на дванадцяти дубах в пущі, де нині село Соловіївка, біля Брусилова (тепер — Житомирська область), а жінка й діти його мешкали в селі Грузькому (тепер — Фастівський район Київської обл.). Вбивши Солов'я, Ілля поклав його в труну і їхав через Грузьку. 
| А на дитинці Соловіївої хати застав його жінку і дочку, яка до матері мовила: “Ось, мамо, тато йде!”. “На тобі тата!”, — крикнув Ілля, вкинувши труп у ворота, і поїхав далі.[3] |
Згідно з легендами, що оповідали селяни Зазим'я, Княжичів, Броварів, Русанова, Соловей був слов'янським вождем, який у XII столітті володів на Лівобережжі під Києвом Броварським лісом, через котрий пролягав шлях з Києва на схід до Остра і Чернігова. Соловей контролював переправи на Дніпрі і Десні. Головний терем-фортеця Солов'я розміщувався із краю Броварського лісу, де зараз село Зазим'я. Тут жила його сім'я, діти. У Броварському лісі, біля лісових озер Стиглого, Ковпитського, в зазимському Добрянському яру, в селі Княжичах, на Орловщині Соловей мав свої укріплення, пункти-фортеці, звідки нападав на охрещених княжих дружинників і християнське духівництво. Солов'я київські охрещені князі прозвали Розбійником. Вони наслали на Солов'я Іллю Муромця — воїна з міста Морівська, що на Чернігівщині. В тому двобої Ілля Муромець переміг Солов'я, але й сам зазнав тяжких поранень — списом у ділянку серця та мечем у руку. Пораненого Іллю Муромця з Броварського лісу забрали ченці Києво-Печерської Лаври. Тут він від ран і помер.
Могила ж Солов'я лишилась у Броварському лісі над старим «розбійним» шляхом у 36 кварталі. Його тіло поховали в дубовій колоді-домовині. Над могилою насипали курган. Після смерті Солов'я його терем-фортецю було спалено разом з дітьми-Солов'ятами, дружинами і челяддю. Палац Солов'я був пограбований на користь Києво-Печерської лаври і київських князів. Пізніше, у XII столітті, на місці терему Солов'я зять Володимира Мономаха острозький князь Всеволод Городецький заснував своє зимне дохідне господарство — Зазим'я.
Епос про двобій Іллі Муромця та Солов'я Розбійника занесли на північну Русь переселенці з Києва, які колонізували угро-фінів. Тож він дійшов до наших днів і в угро-суздальській переробці.

## У культурі
- Ілля Муромець і Соловей Розбійник — мультфільм, Росія 2007.